# Sábrata e Sormane
Sábrata e Sormane (em árabe: اصبراتة وصرمان; romaniz.: Sabratha/Sabratah wa Surman/Sorman‎) foi distrito da Líbia com capital em Sábrata. Surgiu pela fusão dos distritos de Sábrata e Sormane, à época já abolidos e incorporados a Nigatal Homs e Zauia respectivamente, na reforma administrativa de 1998. Em 2001, registrou-se 123 591 residentes no distrito. Em 2007, foi abolido e seu território foi incorporado ao distrito de Zauia.